# Лорна Тонкс
Лорна Тонкс (англ. Lorna Tonks, 8 грудня 1988) — австралійська плавчиня.
Призерка Чемпіонату світу з водних видів спорту 2015 року.
Переможниця Пантихоокеанського чемпіонату з плавання 2014 року.
Переможниця Ігор Співдружності 2014 року.